# 樫木駄場古墳
樫木駄場古墳 / 樫木駄馬古墳（かたぎだばこふん）は、愛媛県西予市宇和町坂戸にある古墳。形状は円墳。坂戸古墳群を構成する古墳の1つ。西予市指定史跡に指定されている。

## 概要
愛媛県南西部、宇和盆地西側丘陵の尾根斜面平坦地（駄場）に築造された古墳である。付近の谷間には多数の古墳が分布し、明治初期には約70基が存在したというが、現在では本古墳以外の大半が消滅している。
墳形は円形で、直径11.9メートル・高さ4.5メートルを測る。埋葬施設は両袖式の横穴式石室で、南西方向に開口する。石室は完存しており、宇和盆地では最大規模になる。築造時期は古墳時代終末期の7世紀前半頃と推定される。
古墳域は1974年（昭和49年）に旧宇和町指定史跡（現在は西予市指定史跡）に指定されている。

## 埋葬施設

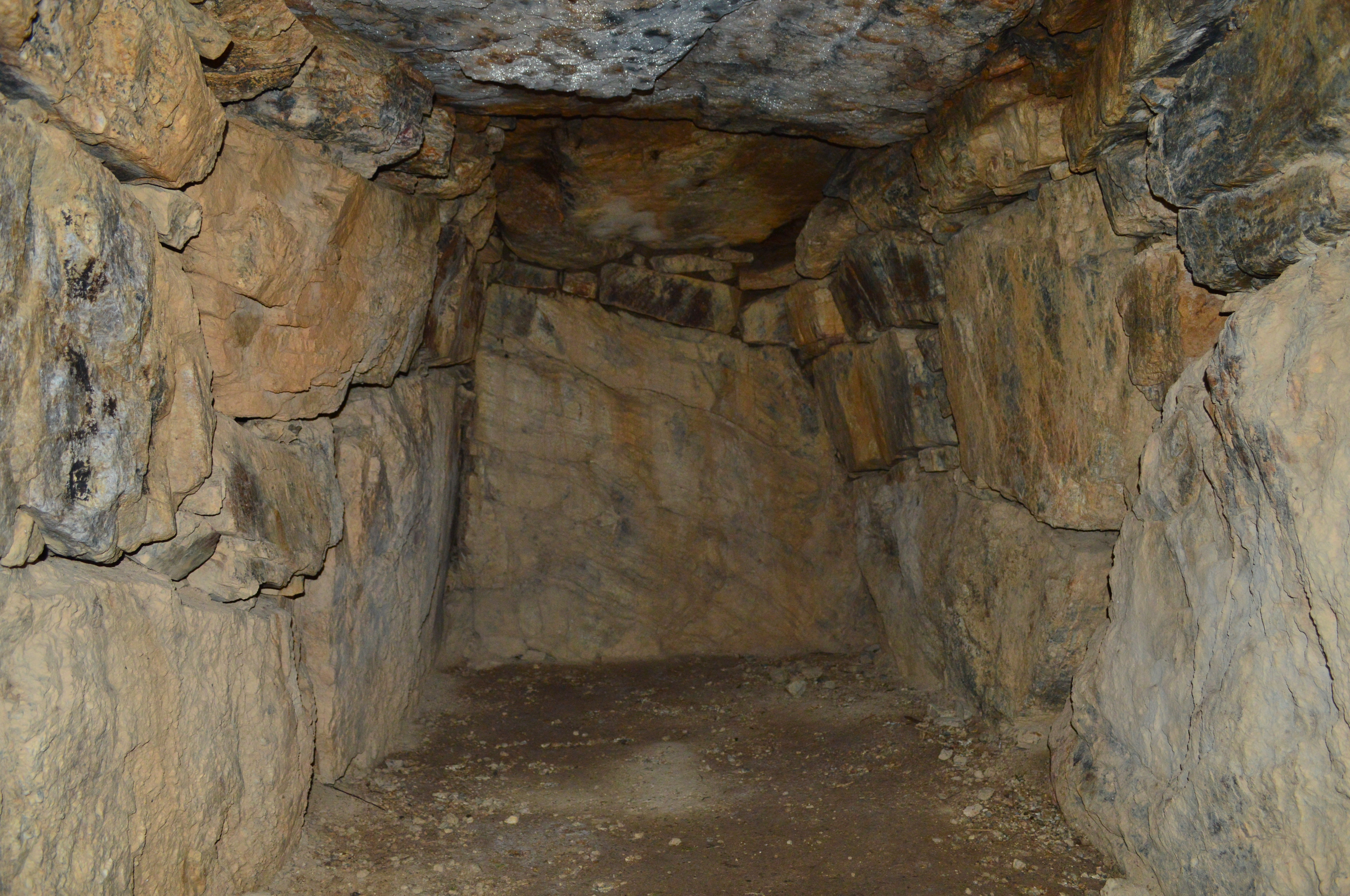
石室 玄室

埋葬施設としては両袖式横穴式石室が構築されており、南西方向に開口する。石室の規模は次の通り。
- 石室全長：7.5メートル
- 玄室：長さ3.6メートル、幅1.5メートル、高さ1.4メートル
- 羨道：長さ3メートル、幅1.5メートル、高さ0.8メートル

奥壁には一枚石を使用する。天井石は玄室で2石、羨道で2石。玄門には玄門柱石を伴う。
石室の形態は宇摩向山古墳1号石室（四国中央市）・朝倉古墳（高知県高知市）との類似が指摘される。

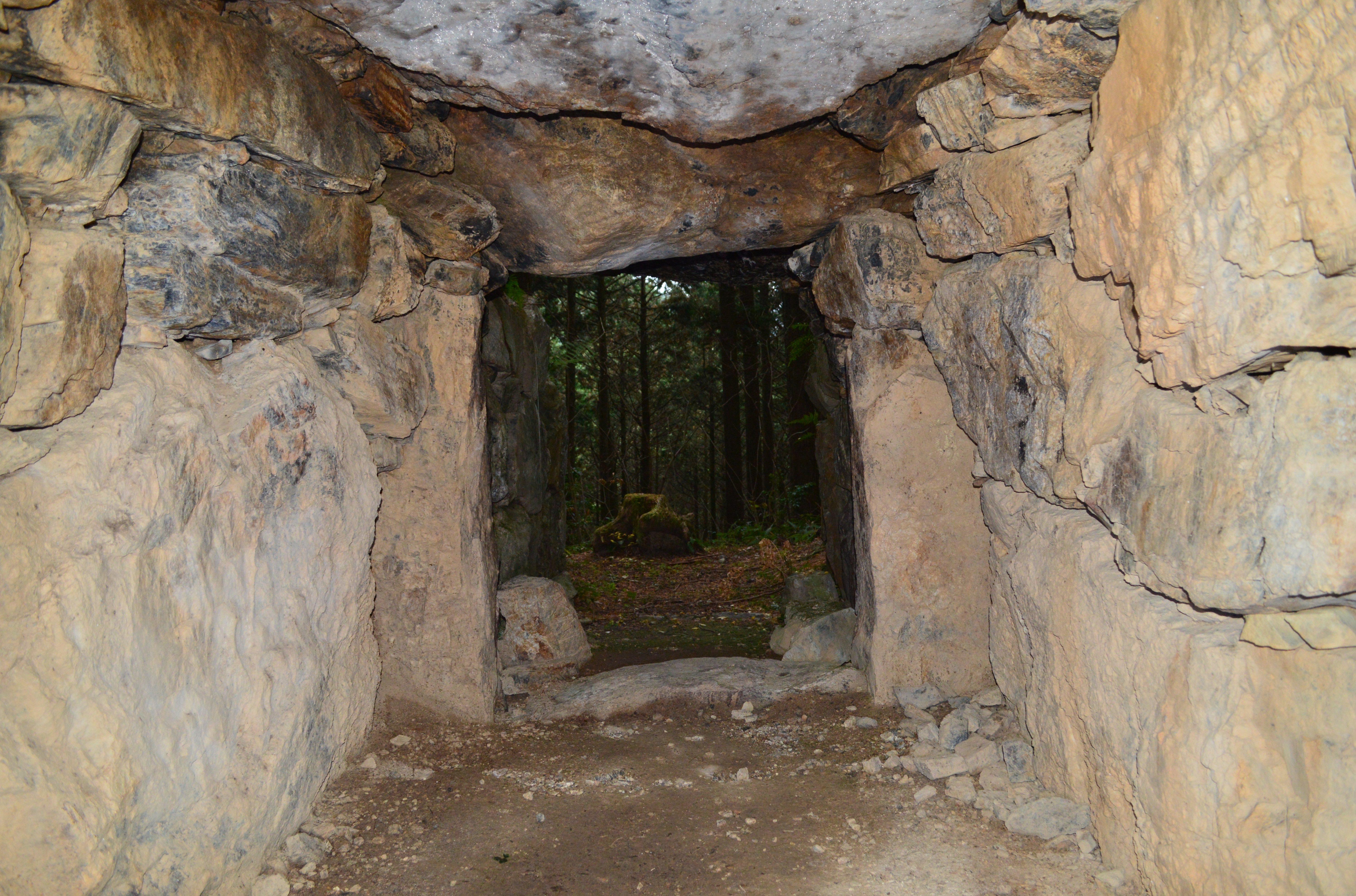
玄室（開口部方向）
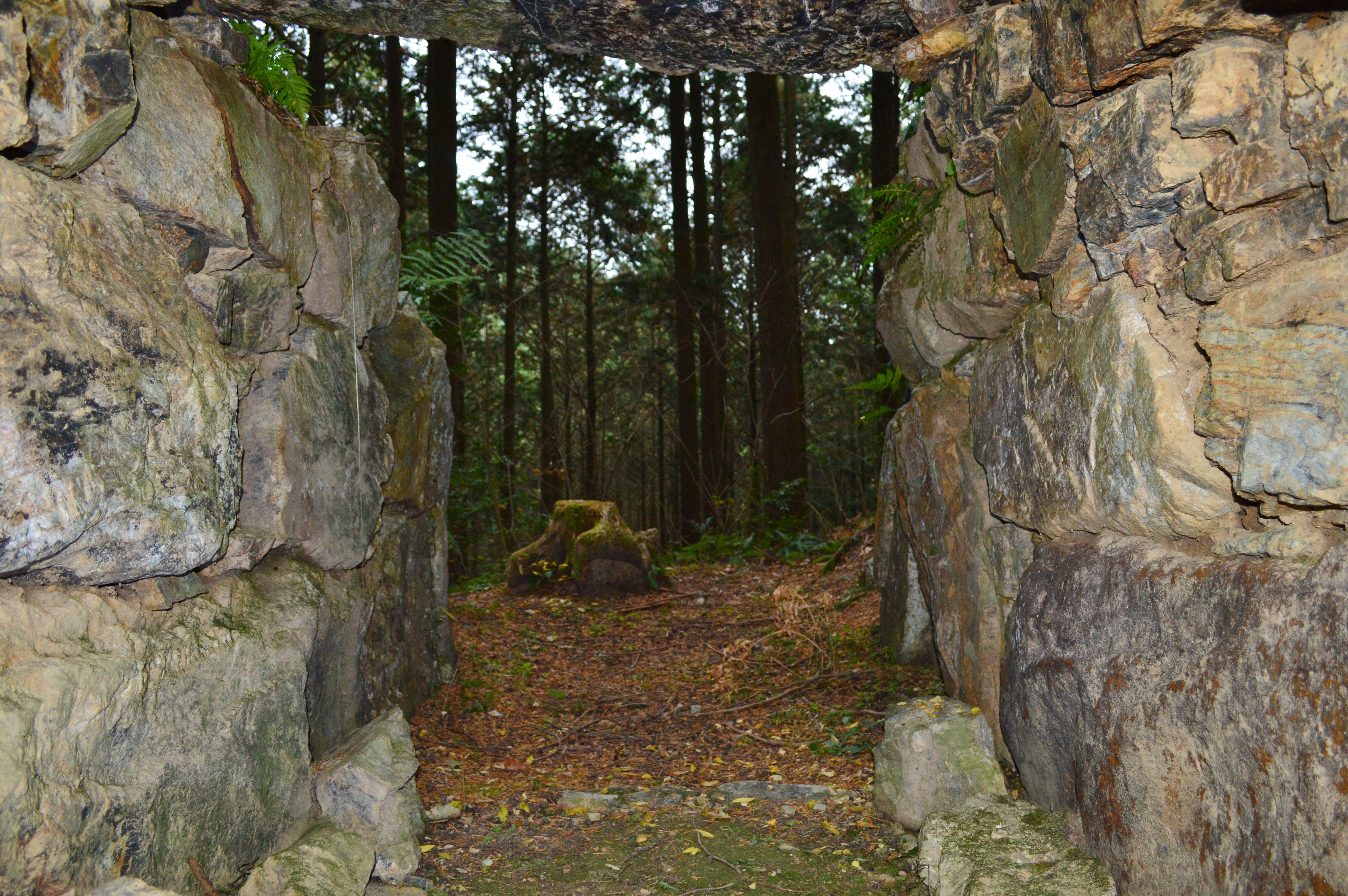
羨道（開口部方向）
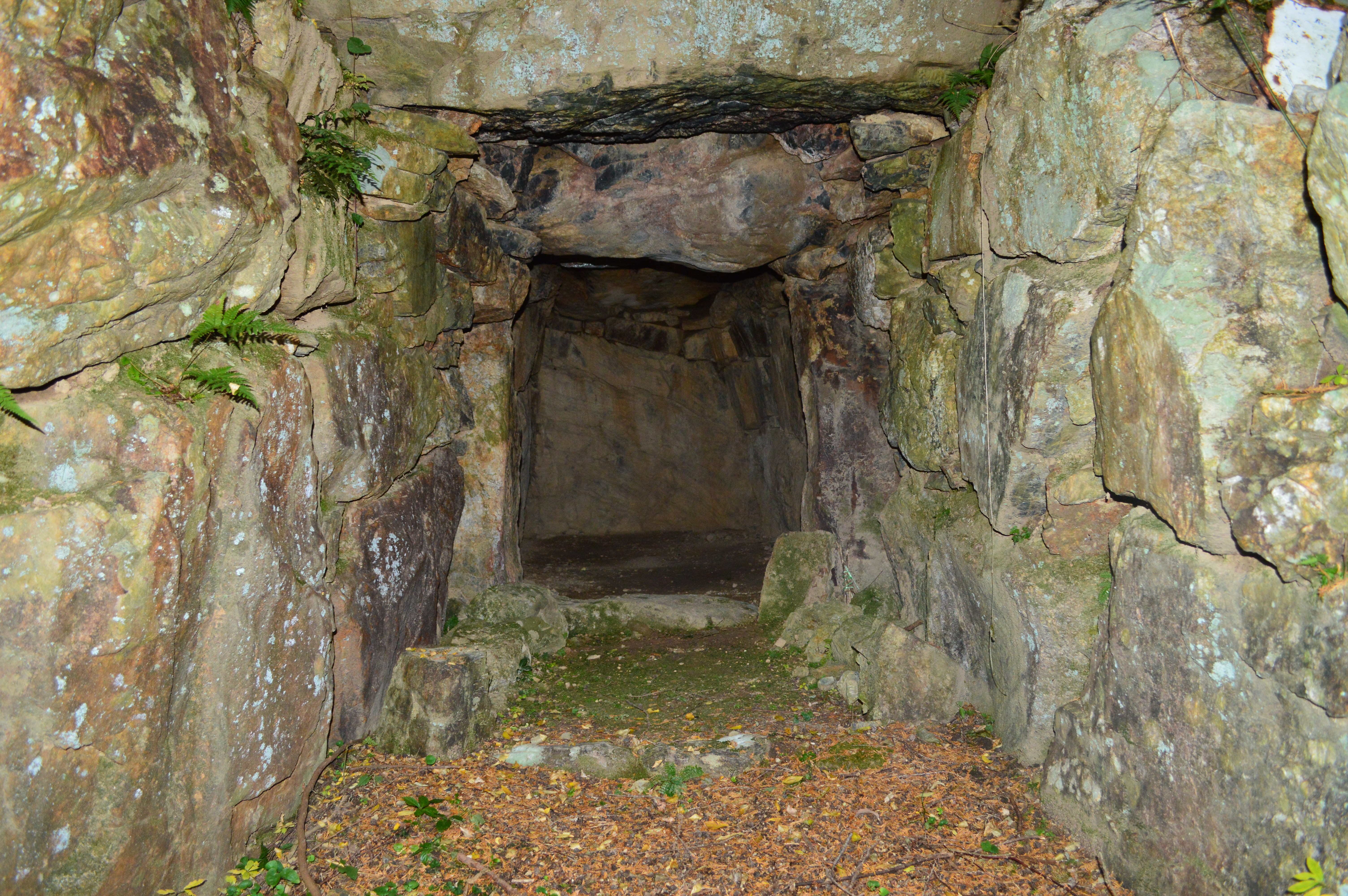
羨道（玄室方向）
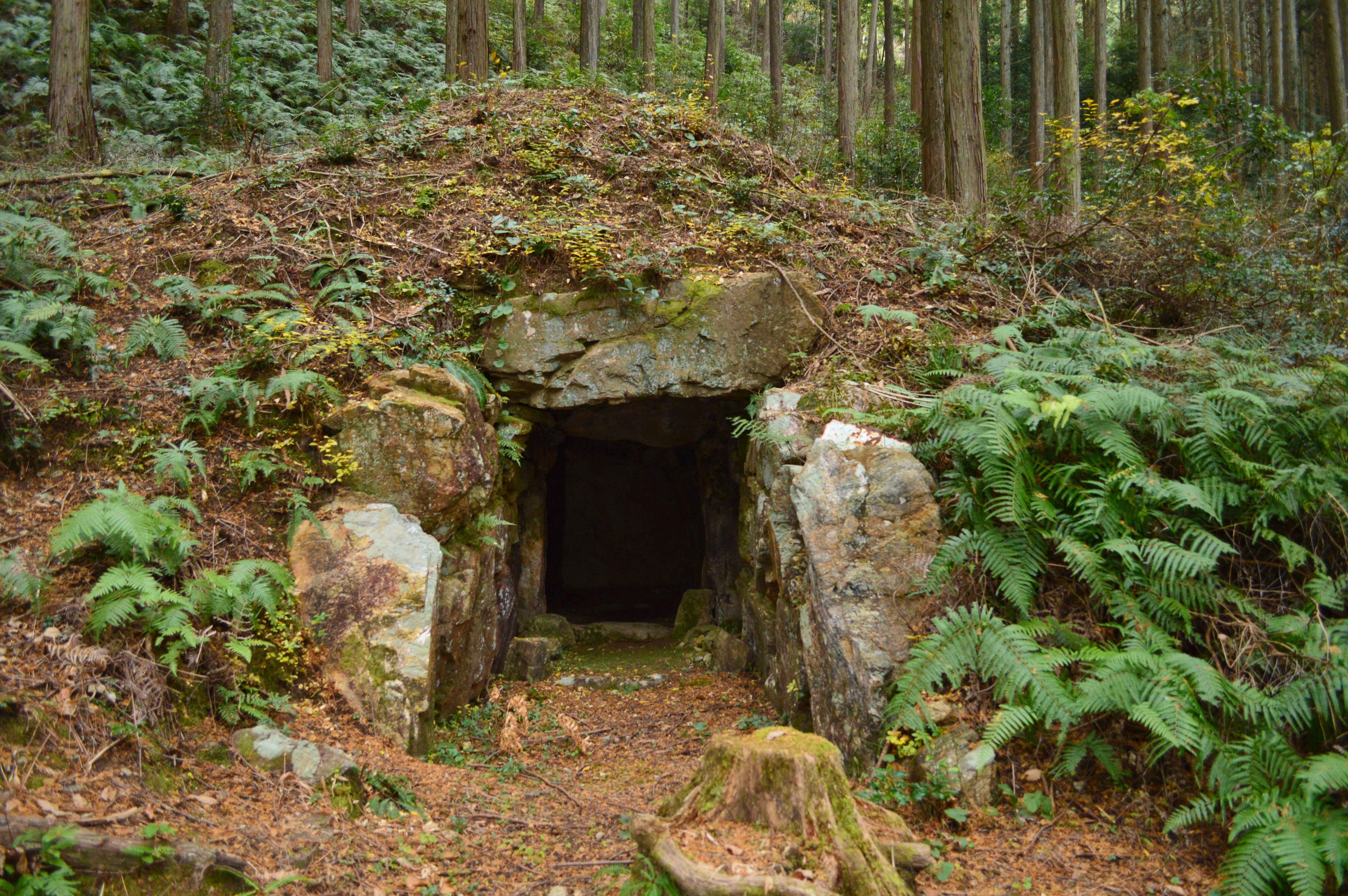
開口部

## 文化財

### 西予市指定文化財
- 史跡
  - 樫木駄場古墳 - 1974年（昭和49年）12月9日指定[1]。